# Piele
Piele [pronunciación en polaco: /ˈpjɛlɛ/] (en alemán: Pellen) es un pueblo en el distrito administrativo de Gmina Lelkowo, dentro del Distrito de Braniewo, Voivodato de Varmian y Masuria, en el norte de Polonia, cercano a la frontera con el Óblast de Kaliningrado de Rusia. Se encuentra aproximadamente 7 kilómetros al norte de Lelkowo, 24 kilómetros al este de Braniewo, y 70 kilómetros al norte de la capital regional, Olsztyn.
Hasta 1945 el área era parte de Alemania (Del este Prusia).